# Lista siturilor arheologice din județul Botoșani - P
Lista siturilor arheologice din județul Botoșani - P conține toate siturile arheologice din județul Botoșani înscrise în Repertoriul Arheologic Național (RAN) și aflate în localități al căror nume începe cu litera P. RAN este administrat de Ministerul Culturii și Patrimoniului Național și cuprinde date științifice, cartografice, topografice, imagini și planuri, precum și orice alte informații privitoare la zonele cu potențial arheologic, studiate sau nu, încă existente sau dispărute.
Puteți căuta un sit din localitățile care încep cu litera P folosind formularul de mai jos sau puteți naviga prin toate siturile din județ la Lista siturilor arheologice din județul Botoșani.
| Cod RAN                                  | Denumire | Localitate                                          | Adresă                               | Datare                                           | Descoperit                                                  | Coordonate                                    | Imagine           | Erori            |
| ---------------------------------------- | --- | --------------------------------------------------- | ------------------------------------ | ------------------------------------------------ | ----------------------------------------------------------- | --------------------------------------------- | ----------------- | ---------------- |
| 38599.01.01                              | Movila Nelipești I de la Prăjeni / ansamblu anonim (Categorie: locuire civilă) (Tip: mormânt)                                                | sat Prăjeni, comuna Prăjeni                         | Movila Nelipești I                   | Iamnaja aprox. 2.500-1.900 ani                   | N. Ursulescu, P. Șadurschi 1985                             | 47°29′53″N 27°02′58″E / 47.49812°N 27.04934°E | Încărcați imagine | Raportați eroare |
| 38599.01.02                              | Movila Nelipești I de la Prăjeni / ansamblu anonim (Categorie: locuire civilă) (Tip: necropola)                                              | sat Prăjeni, comuna Prăjeni                         | Movila Nelipești I                   | Sarmatică sec. II-III                            | N. Ursulescu, P. Șadurschi 1985                             | 47°29′53″N 27°02′58″E / 47.49812°N 27.04934°E | Încărcați imagine | Raportați eroare |
| 38599.02.01 (Cod LMI: BT-I-s-B-01822)    | Situl arheologic de la Prăjeni - Nelipești / ansamblu anonim (Categorie: locuire) (Tip: așezare deschisă)                                    | sat Prăjeni, comuna Prăjeni                         | Nelipești                            | Cucuteni aprox. 4.500- 3.500 ani                 | N. Zaharia 1957                                             | 47°29′49″N 27°03′14″E / 47.49698°N 27.05388°E | Încărcați imagine | Raportați eroare |
| 38599.02.05 (Cod LMI: BT-I-m-B-01822.01) | Situl arheologic de la Prăjeni - Nelipești / ansamblu anonim (Categorie: locuire) (Tip: Așezare)                                             | sat Prăjeni, comuna Prăjeni                         | Nelipești                            | Sântana de Mureș - Cerneahov sec. IV - V         | N. Zaharia 1957                                             | 47°29′49″N 27°03′14″E / 47.49698°N 27.05388°E | Încărcați imagine | Raportați eroare |
| 38599.02.04 (Cod LMI: BT-I-m-B-01822.02) | Situl arheologic de la Prăjeni - Nelipești / ansamblu anonim (Categorie: locuire) (Tip: Așezare deschisă)                                    | sat Prăjeni, comuna Prăjeni                         | Nelipești                            | Daci liberi sec. II-III                          | N. Zaharia 1957                                             | 47°29′49″N 27°03′14″E / 47.49698°N 27.05388°E | Încărcați imagine | Raportați eroare |
| 38599.02.03 (Cod LMI: BT-I-m-B-01822.03) | Situl arheologic de la Prăjeni - Nelipești / ansamblu anonim (Categorie: locuire) (Tip: Așezare)                                             | sat Prăjeni, comuna Prăjeni                         | Nelipești                            | getică aprox. 450-300 ani                        | N. Zaharia 1957                                             | 47°29′49″N 27°03′14″E / 47.49698°N 27.05388°E | Încărcați imagine | Raportați eroare |
| 38599.02.02 (Cod LMI: BT-I-m-B-01822.04) | Situl arheologic de la Prăjeni - Nelipești / ansamblu anonim (Categorie: locuire) (Tip: Așezare)                                             | sat Prăjeni, comuna Prăjeni                         | Nelipești                            | Corlăteni - Chișinău aprox. 1.200-800 ani        | N. Zaharia 1957                                             | 47°29′49″N 27°03′14″E / 47.49698°N 27.05388°E | Încărcați imagine | Raportați eroare |
| 38599.02.07 (Cod LMI: BT-I-m-B-01822.07) | Situl arheologic de la Prăjeni - Nelipești / ansamblu anonim (Categorie: locuire) (Tip: Așezare)                                             | sat Prăjeni, comuna Prăjeni                         | Nelipești                            | Lozna-Borniș - A, B sec. VI-VII                  | N. Zaharia 1957                                             | 47°29′49″N 27°03′14″E / 47.49698°N 27.05388°E | Încărcați imagine | Raportați eroare |
| 38599.02.08 (Cod LMI: BT-I-s-B-01822)    | Situl arheologic de la Prăjeni - Nelipești / ansamblu anonim (Categorie: locuire) (Tip: Așezare)                                             | sat Prăjeni, comuna Prăjeni                         | Nelipești                            | sec. XIV - XVIII                                 | N. Zaharia 1957                                             | 47°29′49″N 27°03′14″E / 47.49698°N 27.05388°E | Încărcați imagine | Raportați eroare |
| 38447.01 (Cod LMI: BT-I-s-B-01823)       | Movila din Cotul Beicului de la Prisăcani / ansamblu anonim (Categorie: descoperire funerară) (Tip: Movilă)                                  | sat Prisăcani, oraș Flămânzi                        | Movila din Cotul Beicului            |                                                  | P. Șadurschi, N. Ursulescu 1985-1987                        | 47°29′22″N 27°04′20″E / 47.48932°N 27.07226°E | Încărcați imagine | Raportați eroare |
| 36042.01.01                              | Așezarea cucuteniană de la Progresul - Iazul Putreda / ansamblu anonim (Categorie: locuire civilă) (Tip: Așezare)                            | localitate componentă Progresul, municipiul Dorohoi | Iazul Putreda                        | Cucuteni aprox. 4.500- 3.500 ani                 | Gh. M. Vasiliu 1975                                         | 48°00′37″N 26°26′43″E / 48.01025°N 26.44522°E | Încărcați imagine | Raportați eroare |
| 36042.02.01                              | Movila Progresul I de la Progresul / ansamblu anonim (Categorie: descoperire funerară) (Tip: Movilă)                                         | localitate componentă Progresul, municipiul Dorohoi | Movila Progresul I                   |                                                  | A. Păunescu, P. Șadurschi, V. Chirica 1974                  | 47°59′59″N 26°27′01″E / 47.99959°N 26.4502°E  | Încărcați imagine | Raportați eroare |
| 36113.01.01                              | Situl arheologic de la Petricani - Vatra satului / ansamblu anonim (Categorie: locuire civilă) (Tip: Necropolă plană)                        | sat Petricani, oraș Săveni                          | Vatra satului                        | Sântana de Mureș - Cerneahov sec. IV - V         | N. Zaharia și Em. Zaharia 1966                              | 47°57′00″N 26°50′28″E / 47.94999°N 26.84101°E | Încărcați imagine | Raportați eroare |
| 36113.01.02                              | Situl arheologic de la Petricani - Vatra satului / ansamblu anonim (Categorie: locuire civilă) (Tip: Așezare)                                | sat Petricani, oraș Săveni                          | Vatra satului                        | sec. XVII - XVIII                                | N. Zaharia și Em. Zaharia 1966                              | 47°57′00″N 26°50′28″E / 47.94999°N 26.84101°E | Încărcați imagine | Raportați eroare |
| 36113.01.03                              | Situl arheologic de la Petricani - Vatra satului / ansamblu anonim (Categorie: locuire civilă) (Tip: Așezare deschisă)                       | sat Petricani, oraș Săveni                          | Vatra satului                        | Sântana de Mureș - Cerneahov sec. IV - V         | N. Zaharia și Em. Zaharia 1966                              | 47°57′00″N 26°50′28″E / 47.94999°N 26.84101°E | Încărcați imagine | Raportați eroare |
| 36523.01.01                              | Situl arheologic de la Pleșani-La Iaz / ansamblu anonim (Categorie: locuire civilă) (Tip: Așezare)                                           | sat Pleșani, comuna Călărași                        | La Iaz                               |                                                  | I. Ioniță                                                   | 47°35′44″N 27°18′01″E / 47.59546°N 27.30035°E | Încărcați imagine | Raportați eroare |
| 36523.02.01                              | Situl arheologic de la Pleșani-Dealul Cracalia / ansamblu anonim (Categorie: locuire civilă) (Tip: Așezare)                                  | sat Pleșani, comuna Călărași                        | Dealul Cracalia                      | Cucuteni - B                                     | A.C. Florescu 1949                                          | 47°34′31″N 27°18′02″E / 47.57524°N 27.30044°E | Încărcați imagine | Raportați eroare |
| 36523.02.02                              | Situl arheologic de la Pleșani-Dealul Cracalia / ansamblu anonim (Categorie: locuire civilă) (Tip: Așezare)                                  | sat Pleșani, comuna Călărași                        | Dealul Cracalia                      | Noua aprox. 1500/1400-1150 ani                   | A.C. Florescu 1949                                          | 47°34′31″N 27°18′02″E / 47.57524°N 27.30044°E | Încărcați imagine | Raportați eroare |
| 38447.02.01                              | Situl arheologic de la Prisăcani - Fasoliște / ansamblu anonim (Categorie: locuire civilă) (Tip: Așezare)                                    | sat Prisăcani, oraș Flămânzi                        | Fasoliște                            | Cucuteni - A aprox. 1500/1400-1150 ani           | Alecu Crudu 1973                                            | 47°33′06″N 26°59′04″E / 47.55155°N 26.9845°E  | Încărcați imagine | Raportați eroare |
| 38447.02.02                              | Situl arheologic de la Prisăcani - Fasoliște / ansamblu anonim (Categorie: locuire civilă) (Tip: Așezare)                                    | sat Prisăcani, oraș Flămânzi                        | Fasoliște                            | Noua                                             | Alecu Crudu 1973                                            | 47°33′06″N 26°59′04″E / 47.55155°N 26.9845°E  | Încărcați imagine | Raportați eroare |
| 38447.02.03                              | Situl arheologic de la Prisăcani - Fasoliște / ansamblu anonim (Categorie: locuire civilă) (Tip: Așezare)                                    | sat Prisăcani, oraș Flămânzi                        | Fasoliște                            |                                                  | Alecu Crudu 1973                                            | 47°33′06″N 26°59′04″E / 47.55155°N 26.9845°E  | Încărcați imagine | Raportați eroare |
| 38447.02.04                              | Situl arheologic de la Prisăcani - Fasoliște / ansamblu anonim (Categorie: locuire civilă) (Tip: Așezare)                                    | sat Prisăcani, oraș Flămânzi                        | Fasoliște                            | Sântana de Mureș - Cerneahov sec. IV - V         | Alecu Crudu 1973                                            | 47°33′06″N 26°59′04″E / 47.55155°N 26.9845°E  | Încărcați imagine | Raportați eroare |
| 38447.02.05                              | Situl arheologic de la Prisăcani - Fasoliște / ansamblu anonim (Categorie: locuire civilă) (Tip: Așezare)                                    | sat Prisăcani, oraș Flămânzi                        | Fasoliște                            | sec. XIV                                         | Alecu Crudu 1973                                            | 47°33′06″N 26°59′04″E / 47.55155°N 26.9845°E  | Încărcați imagine | Raportați eroare |
| 37431.01.01                              | Necropola din epoca migrațiilor de la Popeni - Vatra satului / ansamblu anonim (Categorie: descoperire funerară) (Tip: Necropolă)            | sat Popeni, comuna George Enescu                    | Vatra satului                        | Sântana de Mureș - Cerneahov sec. IV - V         | înv. Ioan Șadurschi 1975                                    | 48°01′20″N 26°27′47″E / 48.02225°N 26.46315°E | Încărcați imagine | Raportați eroare |
| 38508.01.02                              | Situl arheologic de la Păltiniș - La Iaz / ansamblu anonim (Categorie: locuire civilă) (Tip: Așezare)                                        | sat Păltiniș, comuna Păltiniș                       | La Iaz                               | Horodiștea-Gordinești aprox.3.500-2.500 ani      | prof. Nicu Sandu 1973                                       | 48°13′09″N 26°39′35″E / 48.21928°N 26.65972°E | Încărcați imagine | Raportați eroare |
| 38508.01.03                              | Situl arheologic de la Păltiniș - La Iaz / ansamblu anonim (Categorie: locuire civilă) (Tip: Așezare)                                        | sat Păltiniș, comuna Păltiniș                       | La Iaz                               | Sântana de Mureș - Cerneahov sec. IV - V         | prof. Nicu Sandu 1973                                       | 48°13′09″N 26°39′35″E / 48.21928°N 26.65972°E | Încărcați imagine | Raportați eroare |
| 38508.01.04                              | Situl arheologic de la Păltiniș - La Iaz / ansamblu anonim (Categorie: locuire civilă) (Tip: Așezare)                                        | sat Păltiniș, comuna Păltiniș                       | La Iaz                               | Dridu sec. IX - XI                               | prof. Nicu Sandu 1973                                       | 48°13′09″N 26°39′35″E / 48.21928°N 26.65972°E | Încărcați imagine | Raportați eroare |
| 38508.01.01                              | Situl arheologic de la Păltiniș - La Iaz / ansamblu anonim (Categorie: locuire civilă) (Tip: Așezare)                                        | sat Păltiniș, comuna Păltiniș                       | La Iaz                               | Cucuteni aprox. 4.500- 3.500 ani                 | prof. Nicu Sandu 1973                                       | 48°13′09″N 26°39′35″E / 48.21928°N 26.65972°E | Încărcați imagine | Raportați eroare |
| 38508.02.01                              | Situl arheologic de la Păltiniș - Țarina Nouă / ansamblu anonim (Categorie: locuire civilă) (Tip: Așezare)                                   | sat Păltiniș, comuna Păltiniș                       | Țarina Nouă                          | Cucuteni aprox. 4.500- 3.500 ani                 | prof. Nicu Sandu 1973                                       | 48°13′58″N 26°39′32″E / 48.2328°N 26.65886°E  | Încărcați imagine | Raportați eroare |
| 38508.02.02                              | Situl arheologic de la Păltiniș - Țarina Nouă / ansamblu anonim (Categorie: locuire civilă) (Tip: Așezare)                                   | sat Păltiniș, comuna Păltiniș                       | Țarina Nouă                          | Sântana de Mureș - Cerneahov sec. IV - V         | prof. Nicu Sandu 1973                                       | 48°13′58″N 26°39′32″E / 48.2328°N 26.65886°E  | Încărcați imagine | Raportați eroare |
| 38508.03.01                              | Situl arheologic de la Păltiniș - Cimitirul Vechi / ansamblu anonim (Categorie: locuire civilă) (Tip: Așezare)                               | sat Păltiniș, comuna Păltiniș                       | Cimitirul Vechi                      |                                                  | prof. Nicu Sandu și M. Pavel 1973                           | 48°13′54″N 26°36′56″E / 48.23168°N 26.61546°E | Încărcați imagine | Raportați eroare |
| 38508.03.02                              | Situl arheologic de la Păltiniș - Cimitirul Vechi / ansamblu anonim (Categorie: locuire civilă) (Tip: Așezare)                               | sat Păltiniș, comuna Păltiniș                       | Cimitirul Vechi                      | sec. XVIII                                       | prof. Nicu Sandu și M. Pavel 1973                           | 48°13′54″N 26°36′56″E / 48.23168°N 26.61546°E | Încărcați imagine | Raportați eroare |
| 38508.03.03                              | Situl arheologic de la Păltiniș - Cimitirul Vechi / ansamblu anonim (Categorie: locuire civilă) (Tip: Necropolă plană)                       | sat Păltiniș, comuna Păltiniș                       | Cimitirul Vechi                      |                                                  | prof. Nicu Sandu și M. Pavel 1973                           | 48°13′54″N 26°36′56″E / 48.23168°N 26.61546°E | Încărcați imagine | Raportați eroare |
| 38508.04.01                              | Situl arheologic de la Păltiniș - La Odgoane / ansamblu anonim (Categorie: locuire civilă) (Tip: Așezare)                                    | sat Păltiniș, comuna Păltiniș                       | La Odgoane                           | Cucuteni - A-B                                   | A. Păunescu, P. Șadurschi, V. Chirica 1974                  | 48°11′50″N 26°41′20″E / 48.19715°N 26.68877°E | Încărcați imagine | Raportați eroare |
| 38508.04.02                              | Situl arheologic de la Păltiniș - La Odgoane / ansamblu anonim (Categorie: locuire civilă) (Tip: Așezare)                                    | sat Păltiniș, comuna Păltiniș                       | La Odgoane                           | Noua aprox. 1500/1400-1150 ani                   | A. Păunescu, P. Șadurschi, V. Chirica 1974                  | 48°11′50″N 26°41′20″E / 48.19715°N 26.68877°E | Încărcați imagine | Raportați eroare |
| 38553.01.01                              | Situl arheologic de la Pomârla - Vatra Satului / ansamblu anonim (Categorie: locuire civilă) (Tip: Așezare)                                  | sat Pomârla, comuna Pomârla                         | Vatra Satului                        |                                                  | A. Păunescu, P. Șadurschi, V. Chirica 1974                  | 48°02′27″N 26°18′14″E / 48.04097°N 26.30395°E | Încărcați imagine | Raportați eroare |
| 38553.01.02                              | Situl arheologic de la Pomârla - Vatra Satului / ansamblu anonim (Categorie: locuire civilă) (Tip: Așezare)                                  | sat Pomârla, comuna Pomârla                         | Vatra Satului                        | sec. XVII - XVIII                                | A. Păunescu, P. Șadurschi, V. Chirica 1974                  | 48°02′27″N 26°18′14″E / 48.04097°N 26.30395°E | Încărcați imagine | Raportați eroare |
| 38553.02.01                              | Movila din Dealul Balaban de la Pomârla / ansamblu anonim (Categorie: locuire civilă) (Tip: Movilă)                                          | sat Pomârla, comuna Pomârla                         | Movila din Dealul Balaban            |                                                  | O. L. Șovan 2009                                            | 48°01′04″N 26°23′09″E / 48.01791°N 26.38577°E | Încărcați imagine | Raportați eroare |
| 38599.03.01                              | Movila Alimândra II de la Prăjeni / ansamblu anonim (Categorie: descoperire funerară) (Tip: Necropolă tumulară)                              | sat Prăjeni, comuna Prăjeni                         | Movila Alimândra II                  | Iamnaja aprox. 2.500-1.900 ani                   | N. Ursulescu, P. Șadurschi 1985                             | 47°30′04″N 27°02′19″E / 47.5012°N 27.03858°E  | Încărcați imagine | Raportați eroare |
| 38599.03.02                              | Movila Alimândra II de la Prăjeni / ansamblu anonim (Categorie: descoperire funerară) (Tip: Necropolă tumulară)                              | sat Prăjeni, comuna Prăjeni                         | Movila Alimândra II                  | Sarmatică sec. II - III                          | N. Ursulescu, P. Șadurschi 1985                             | 47°30′04″N 27°02′19″E / 47.5012°N 27.03858°E  | Încărcați imagine | Raportați eroare |
| 38704.01.01                              | Situl arheologic de la Pogorăști - Malu Galben / ansamblu anonim (Categorie: locuire civilă) (Tip: Așezare)                                  | sat Pogorăști, comuna Răușeni                       | Malu Galben                          |                                                  | A. C. Florescu 1955                                         | 47°34′10″N 27°12′57″E / 47.56958°N 27.21597°E | Încărcați imagine | Raportați eroare |
| 38704.01.02                              | Situl arheologic de la Pogorăști - Malu Galben / ansamblu anonim (Categorie: locuire civilă) (Tip: Așezare)                                  | sat Pogorăști, comuna Răușeni                       | Malu Galben                          |                                                  | A. C. Florescu 1955                                         | 47°34′10″N 27°12′57″E / 47.56958°N 27.21597°E | Încărcați imagine | Raportați eroare |
| 38704.01.03                              | Situl arheologic de la Pogorăști - Malu Galben / ansamblu anonim (Categorie: locuire civilă) (Tip: Așezare)                                  | sat Pogorăști, comuna Răușeni                       | Malu Galben                          | Sântana de Mureș - Cerneahov sec. IV - V         | A. C. Florescu 1955                                         | 47°34′10″N 27°12′57″E / 47.56958°N 27.21597°E | Încărcați imagine | Raportați eroare |
| 38704.01.04                              | Situl arheologic de la Pogorăști - Malu Galben / ansamblu anonim (Categorie: locuire civilă) (Tip: Așezare)                                  | sat Pogorăști, comuna Răușeni                       | Malu Galben                          | sec. XVII - XVIII                                | A. C. Florescu 1955                                         | 47°34′10″N 27°12′57″E / 47.56958°N 27.21597°E | Încărcați imagine | Raportați eroare |
| 38704.02.01                              | Situl arheologic de la Pogorăști - Ciargău / ansamblu anonim (Categorie: locuire civilă) (Tip: Așezare)                                      | sat Pogorăști, comuna Răușeni                       | Ciargău                              | Corlăteni-Chișinău aprox. 1.200-800 ani          | Ion Ioniță 1961                                             | 47°34′31″N 27°10′54″E / 47.57528°N 27.18179°E | Încărcați imagine | Raportați eroare |
| 38704.02.02                              | Situl arheologic de la Pogorăști - Ciargău / ansamblu anonim (Categorie: locuire civilă) (Tip: Așezare)                                      | sat Pogorăști, comuna Răușeni                       | Ciargău                              | Sântana de Mureș - Cerneahov sec. IV - V         | Ion Ioniță 1961                                             | 47°34′31″N 27°10′54″E / 47.57528°N 27.18179°E | Încărcați imagine | Raportați eroare |
| 38704.02.03                              | Situl arheologic de la Pogorăști - Ciargău / ansamblu anonim (Categorie: locuire civilă) (Tip: Așezare)                                      | sat Pogorăști, comuna Răușeni                       | Ciargău                              | sec. XVII - XVIII                                | Ion Ioniță 1961                                             | 47°34′31″N 27°10′54″E / 47.57528°N 27.18179°E | Încărcați imagine | Raportați eroare |
| 38599.04.01                              | Situl arheologic de la Prăjeni - Lutărie / ansamblu anonim (Categorie: locuire) (Tip: Așezare)                                               | sat Prăjeni, comuna Prăjeni                         | Lutărie                              | Cucuteni - B2                                    | P. Șadurschi, N. Ursulescu 1985                             | 47°30′59″N 26°59′21″E / 47.51628°N 26.9893°E  | Încărcați imagine | Raportați eroare |
| 38599.04.05                              | Situl arheologic de la Prăjeni - Lutărie / ansamblu anonim (Categorie: locuire) (Tip: Așezare deschisă)                                      | sat Prăjeni, comuna Prăjeni                         | Lutărie                              | Prăjeni - BrD, HaA aprox. 1.200-800 ani          | P. Șadurschi, N. Ursulescu 1985                             | 47°30′59″N 26°59′21″E / 47.51628°N 26.9893°E  | Încărcați imagine | Raportați eroare |
| 38599.04.07                              | Situl arheologic de la Prăjeni - Lutărie / ansamblu anonim (Categorie: locuire) (Tip: Așezare)                                               | sat Prăjeni, comuna Prăjeni                         | Lutărie                              | Sântana de Mureș - Cerneahov sec. IV-V           | P. Șadurschi, N. Ursulescu 1985                             | 47°30′59″N 26°59′21″E / 47.51628°N 26.9893°E  | Încărcați imagine | Raportați eroare |
| 38599.04.02                              | Situl arheologic de la Prăjeni - Lutărie / ansamblu anonim (Categorie: locuire) (Tip: Necropolă plană)                                       | sat Prăjeni, comuna Prăjeni                         | Lutărie                              | Costișa-Komarov aprox. 1.900-1.500 ani/1400 ani  | P. Șadurschi, N. Ursulescu 1985                             | 47°30′59″N 26°59′21″E / 47.51628°N 26.9893°E  | Încărcați imagine | Raportați eroare |
| 38599.04.03                              | Situl arheologic de la Prăjeni - Lutărie / ansamblu anonim (Categorie: locuire) (Tip: așezare deschisă)                                      | sat Prăjeni, comuna Prăjeni                         | Lutărie                              | Noua aprox. 1500/1400-1150 ani                   | P. Șadurschi, N. Ursulescu 1985                             | 47°30′59″N 26°59′21″E / 47.51628°N 26.9893°E  | Încărcați imagine | Raportați eroare |
| 38599.04.04                              | Situl arheologic de la Prăjeni - Lutărie / ansamblu anonim (Categorie: locuire) (Tip: Necropolă plană)                                       | sat Prăjeni, comuna Prăjeni                         | Lutărie                              | Corlăteni - Chișinău                             | P. Șadurschi, N. Ursulescu 1985                             | 47°30′59″N 26°59′21″E / 47.51628°N 26.9893°E  | Încărcați imagine | Raportați eroare |
| 38599.04.06                              | Situl arheologic de la Prăjeni - Lutărie / ansamblu anonim (Categorie: locuire) (Tip: Așezare)                                               | sat Prăjeni, comuna Prăjeni                         | Lutărie                              | Daci liberi sec. II - III                        | P. Șadurschi, N. Ursulescu 1985                             | 47°30′59″N 26°59′21″E / 47.51628°N 26.9893°E  | Încărcați imagine | Raportați eroare |
| 38599.04.08                              | Situl arheologic de la Prăjeni - Lutărie / ansamblu anonim (Categorie: locuire) (Tip: așezare deschisă)                                      | sat Prăjeni, comuna Prăjeni                         | Lutărie                              |                                                  | P. Șadurschi, N. Ursulescu 1985                             | 47°30′59″N 26°59′21″E / 47.51628°N 26.9893°E  | Încărcați imagine | Raportați eroare |
| 38599.05.01                              | Movila Alimândra I de la Prăjeni / ansamblu anonim (Categorie: descoperire funerară) (Tip: Necropolă tumulară)                               | sat Prăjeni, comuna Prăjeni                         | Movila Alimândra I                   | Iamnaja aprox. 2.500-1.900 ani                   | N. Ursulescu, P. Șadurschi 1986                             | 47°30′07″N 27°02′19″E / 47.50183°N 27.03854°E | Încărcați imagine | Raportați eroare |
| 38599.05.02                              | Movila Alimândra I de la Prăjeni / ansamblu anonim (Categorie: descoperire funerară) (Tip: Necropolă tumulară)                               | sat Prăjeni, comuna Prăjeni                         | Movila Alimândra I                   | Sarmatică sec. II-III                            | N. Ursulescu, P. Șadurschi 1986                             | 47°30′07″N 27°02′19″E / 47.50183°N 27.03854°E | Încărcați imagine | Raportați eroare |
| 36266.02.01                              | Așezarea medievală de la Panaitoaia-Fântâna Holodnei / ansamblu anonim (Categorie: locuire civilă) (Tip: Așezare)                            | sat Panaitoaia, comuna Avrămeni                     | Fântâna Holodnei                     |                                                  | P. Păunescu, P. Șadurschi 1983                              | 48°02′32″N 26°58′10″E / 48.04217°N 26.96955°E | Încărcați imagine | Raportați eroare |
| 36391.01.03                              | Situl arheologic de la Poiana-La Temelii / ansamblu anonim (Categorie: locuire civilă) (Tip: așezare)                                        | sat Poiana, comuna Brăești                          | La Temelii                           | sec. XVII                                        | N. Zaharia 1957                                             | 47°50′48″N 26°24′25″E / 47.84669°N 26.40695°E | Încărcați imagine | Raportați eroare |
| 36408.01.01                              | Așezarea Cucuteni de la Popeni-La Izlaz / ansamblu anonim (Categorie: locuire civilă) (Tip: Așezare)                                         | sat Popeni, comuna Brăești                          | La Izlaz                             | Cucuteni - B                                     | N. Zaharia 1957                                             | 47°50′44″N 26°29′11″E / 47.8456°N 26.48644°E  | Încărcați imagine | Raportați eroare |
| 36523.03.01                              | Situl arheologic de la Pleșani-Gârla La Ruși / ansamblu anonim (Categorie: locuire civilă) (Tip: Așezare)                                    | sat Pleșani, comuna Călărași                        | Gârla La Ruși                        | aprox. 650-450/300 ani                           | I. Ioniță 1958                                              | 47°34′45″N 27°16′55″E / 47.57903°N 27.28205°E | Încărcați imagine | Raportați eroare |
| 36523.03.02                              | Situl arheologic de la Pleșani-Gârla La Ruși / ansamblu anonim (Categorie: locuire civilă) (Tip: Așezare)                                    | sat Pleșani, comuna Călărași                        | Gârla La Ruși                        | Sântana de Mureș - Cerneahov sec. IV - V         | I. Ioniță 1958                                              | 47°34′45″N 27°16′55″E / 47.57903°N 27.28205°E | Încărcați imagine | Raportați eroare |
| 36523.04.01                              | Situl arheologic de la Pleșani - Hopăi / ansamblu anonim (Categorie: locuire civilă) (Tip: Așezare)                                          | sat Pleșani, comuna Călărași                        | Hopăi                                | Sântana de Mureș - Cerneahov sec. IV - V         | I. Ioniță 1958                                              | 47°34′27″N 27°17′32″E / 47.57416°N 27.2923°E  | Încărcați imagine | Raportați eroare |
| 36523.04.02                              | Situl arheologic de la Pleșani - Hopăi / ansamblu anonim (Categorie: locuire civilă) (Tip: Așezare)                                          | sat Pleșani, comuna Călărași                        | Hopăi                                | sec. XIV - XVIII                                 | I. Ioniță 1958                                              | 47°34′27″N 27°17′32″E / 47.57416°N 27.2923°E  | Încărcați imagine | Raportați eroare |
| 36523.04.03                              | Situl arheologic de la Pleșani - Hopăi / ansamblu anonim (Categorie: locuire civilă) (Tip: Așezare)                                          | sat Pleșani, comuna Călărași                        | Hopăi                                | sec. XIV - XV                                    | I. Ioniță 1958                                              | 47°34′27″N 27°17′32″E / 47.57416°N 27.2923°E  | Încărcați imagine | Raportați eroare |
| 36890.01.01                              | Așezarea Cucuteni de la Puțureni-Hârtopu Livezii / ansamblu anonim (Categorie: locuire civilă) (Tip: Așezare)                                | sat Puțureni, comuna Coțușca                        | Hârtopu Livezii                      | Cucuteni - A și B                                | N. Zaharia 1955                                             | 48°05′51″N 26°48′49″E / 48.0975°N 26.81363°E  | Încărcați imagine | Raportați eroare |
| 38447.03.01                              | Movila Ciurari I de la Prisăcani / ansamblu anonim (Categorie: descoperire funerară) (Tip: Tumul)                                            | sat Prisăcani, oraș Flămânzi                        | Movila Ciurari I                     |                                                  | P. Șadurschi, N. Ursulescu 1985-1987                        | 47°31′41″N 26°57′27″E / 47.52793°N 26.9575°E  | Încărcați imagine | Raportați eroare |
| 38447.04.01                              | Situl arheologic la Prisăcani - Dealul Ciurari / ansamblu anonim (Categorie: descoperire funerară) (Tip: Așezare)                            | sat Prisăcani, oraș Flămânzi                        | Dealul Ciurari                       | Cucuteni aprox. 4.500- 3.500 ani                 | P. Șadurschi, N. Ursulescu 1985                             | 47°30′59″N 26°58′42″E / 47.51652°N 26.97827°E | Încărcați imagine | Raportați eroare |
| 38447.04.02                              | Situl arheologic la Prisăcani - Dealul Ciurari / ansamblu anonim (Categorie: descoperire funerară) (Tip: Așezare)                            | sat Prisăcani, oraș Flămânzi                        | Dealul Ciurari                       | Noua aprox. 1500/1400-1150 ani                   | P. Șadurschi, N. Ursulescu 1985                             | 47°30′59″N 26°58′42″E / 47.51652°N 26.97827°E | Încărcați imagine | Raportați eroare |
| 38447.04.04                              | Situl arheologic la Prisăcani - Dealul Ciurari / ansamblu anonim (Categorie: descoperire funerară) (Tip: Așezare)                            | sat Prisăcani, oraș Flămânzi                        | Dealul Ciurari                       | sec. XVII                                        | P. Șadurschi, N. Ursulescu 1985                             | 47°30′59″N 26°58′42″E / 47.51652°N 26.97827°E | Încărcați imagine | Raportați eroare |
| 38447.05.01 (Cod LMI: BT-I-s-B-01821)    | Situl arheologic de la Prisăcani - Dâmbul Ciorogani / ansamblu anonim (Categorie: locuire civilă) (Tip: Așezare)                             | sat Prisăcani, oraș Flămânzi                        | Dâmbul Ciorogani                     | Precucuteni                                      | N. Zaharia 1960                                             | 47°31′15″N 26°59′31″E / 47.52075°N 26.99187°E | Încărcați imagine | Raportați eroare |
| 38447.05.02 (Cod LMI: BT-I-s-B-01821)    | Situl arheologic de la Prisăcani - Dâmbul Ciorogani / ansamblu anonim (Categorie: locuire civilă) (Tip: Așezare)                             | sat Prisăcani, oraș Flămânzi                        | Dâmbul Ciorogani                     | Horodiștea-Gordinești                            | N. Zaharia 1960                                             | 47°31′15″N 26°59′31″E / 47.52075°N 26.99187°E | Încărcați imagine | Raportați eroare |
| 38447.05.03 (Cod LMI: BT-I-m-B-01821.02) | Situl arheologic de la Prisăcani - Dâmbul Ciorogani / ansamblu anonim (Categorie: locuire civilă) (Tip: Așezare)                             | sat Prisăcani, oraș Flămânzi                        | Dâmbul Ciorogani                     | getică sec. VI-IV                                | N. Zaharia 1960                                             | 47°31′15″N 26°59′31″E / 47.52075°N 26.99187°E | Încărcați imagine | Raportați eroare |
| 38447.05.04 (Cod LMI: BT-I-m-B-01821.01) | Situl arheologic de la Prisăcani - Dâmbul Ciorogani / ansamblu anonim (Categorie: locuire civilă) (Tip: Așezare)                             | sat Prisăcani, oraș Flămânzi                        | Dâmbul Ciorogani                     | Sântana de Mureș - Cerneahov sec. IV - V         | N. Zaharia 1960                                             | 47°31′15″N 26°59′31″E / 47.52075°N 26.99187°E | Încărcați imagine | Raportați eroare |
| 38447.05.05 (Cod LMI: BT-I-s-B-01821)    | Situl arheologic de la Prisăcani - Dâmbul Ciorogani / ansamblu anonim (Categorie: locuire civilă) (Tip: Așezare)                             | sat Prisăcani, oraș Flămânzi                        | Dâmbul Ciorogani                     | sec. XVII - XVIII                                | N. Zaharia 1960                                             | 47°31′15″N 26°59′31″E / 47.52075°N 26.99187°E | Încărcați imagine | Raportați eroare |
| 38447.06.01                              | Situl arheologic de la Prisăcani - Platoul de deasupra Gurii Hârtopului / ansamblu anonim (Categorie: locuire civilă) (Tip: Așezare)         | sat Prisăcani, oraș Flămânzi                        | Gura Hârtopului                      | Cucuteni - B                                     | P. Șadurschi, N. Ursulescu 1985-1987                        | 47°31′25″N 27°00′19″E / 47.52354°N 27.00541°E | Încărcați imagine | Raportați eroare |
| 38447.06.02                              | Situl arheologic de la Prisăcani - Platoul de deasupra Gurii Hârtopului / ansamblu anonim (Categorie: locuire civilă) (Tip: Așezare)         | sat Prisăcani, oraș Flămânzi                        | Gura Hârtopului                      | Horodiștea-Gordinești aprox. 3.500-2.500 ani     | P. Șadurschi, N. Ursulescu 1985-1987                        | 47°31′25″N 27°00′19″E / 47.52354°N 27.00541°E | Încărcați imagine | Raportați eroare |
| 37431.02.01                              | Așezarea Cucuteni de la Popeni - În Lungul Vântului / ansamblu anonim (Categorie: locuire civilă) (Tip: Așezare deschisă)                    | sat Popeni, comuna George Enescu                    | În Lungul Vântului                   | Cucuteni aprox. 4.500- 3.500 ani                 | A. Păunescu, P. Șadurschi, V. Chirica 1976                  | 48°01′22″N 26°28′30″E / 48.02265°N 26.47497°E | Încărcați imagine | Raportați eroare |
| 36266.01.01                              | Movilă funerară la Panaitoaia-La Volovăț / ansamblu anonim (Categorie: descoperire funerară) (Tip: Tumul)                                    | sat Panaitoaia, comuna Avrămeni                     | La Volovăț                           |                                                  | A. Păunescu, P. Șadurschi 1983                              | 48°02′38″N 26°57′53″E / 48.04377°N 26.96461°E | Încărcați imagine | Raportați eroare |
| 36266.03.01                              | Movilă funerară la Panaitoaia / ansamblu anonim (Categorie: descoperire funerară) (Tip: Tumul)                                               | sat Panaitoaia, comuna Avrămeni                     | La Ponoară                           |                                                  | A. Păunescu, P. Șadurschi, V. Chirica 1974                  | 48°02′39″N 26°58′52″E / 48.04423°N 26.981°E   | Încărcați imagine | Raportați eroare |
| 36391.02.01                              | Movilă funerară la Poiana - Dealul Palonca I / ansamblu anonim (Categorie: descoperire funerară) (Tip: Tumul)                                | sat Poiana, comuna Brăești                          | Dealul Palonca I                     |                                                  | A. Păunescu, P. Șadurschi, V. Chirica 1973                  | 47°50′16″N 26°25′44″E / 47.83783°N 26.42888°E | Încărcați imagine | Raportați eroare |
| 36391.03.01                              | Movilă funerară la Poiana-Dealul Palonca II / ansamblu anonim (Categorie: descoperire funerară) (Tip: Tumul)                                 | sat Poiana, comuna Brăești                          | Dealul Palonca II                    |                                                  | A. Păunescu, P. Șadurschi, V. Chirica 1973                  | 47°50′10″N 26°25′35″E / 47.83604°N 26.42651°E | Încărcați imagine | Raportați eroare |
| 37191.01.01                              | Situl arheologic de la Podriga - Dealul Podriga / ansamblu anonim (Categorie: locuire) (Tip: așezare)                                        | sat Podriga, comuna Drăgușeni                       | Dealul Podriga                       |                                                  | Bordeianu Mihai 2009                                        | 47°59′46″N 26°50′23″E / 47.99611°N 26.83975°E | Încărcați imagine | Raportați eroare |
| 37191.01.02                              | Situl arheologic de la Podriga - Dealul Podriga / ansamblu anonim (Categorie: locuire) (Tip: așezare)                                        | sat Podriga, comuna Drăgușeni                       | Dealul Podriga                       |                                                  | Bordeianu Mihai 2009                                        | 47°59′46″N 26°50′23″E / 47.99611°N 26.83975°E | Încărcați imagine | Raportați eroare |
| 37191.01.03                              | Situl arheologic de la Podriga - Dealul Podriga / ansamblu anonim (Categorie: locuire) (Tip: așezare)                                        | sat Podriga, comuna Drăgușeni                       | Dealul Podriga                       | Daci liberi sec. II-III                          | Bordeianu Mihai 2009                                        | 47°59′46″N 26°50′23″E / 47.99611°N 26.83975°E | Încărcați imagine | Raportați eroare |
| 37191.01.04                              | Situl arheologic de la Podriga - Dealul Podriga / ansamblu anonim (Categorie: locuire) (Tip: așezare)                                        | sat Podriga, comuna Drăgușeni                       | Dealul Podriga                       |                                                  | Bordeianu Mihai 2009                                        | 47°59′46″N 26°50′23″E / 47.99611°N 26.83975°E | Încărcați imagine | Raportați eroare |
| 38296.01.01                              | Movila din Șes Murariu de la Păun / ansamblu anonim (Categorie: descoperire funerară) (Tip: Tumul)                                           | sat Păun, comuna Mihălășeni                         | Movila din Șes Murariu               |                                                  | A. Păunescu, P. Șadurschi, V. Chirica 1974                  | 47°51′24″N 27°06′28″E / 47.85661°N 27.1078°E  | Încărcați imagine | Raportați eroare |
| 38508.05.01                              | Situl arheologic de la Păltiniș - La Țărinci / ansamblu anonim (Categorie: locuire civilă) (Tip: Așezare)                                    | sat Păltiniș, comuna Păltiniș                       | La Țărinci                           | Musterian aprox. 65.000-38.000/40.000-35.000 ani | prof. Nicu Sandu 1973                                       | 48°14′27″N 26°38′45″E / 48.24082°N 26.64571°E | Încărcați imagine | Raportați eroare |
| 38508.05.02                              | Situl arheologic de la Păltiniș - La Țărinci / ansamblu anonim (Categorie: locuire civilă) (Tip: Așezare)                                    | sat Păltiniș, comuna Păltiniș                       | La Țărinci                           | Cucuteni aprox. 4.500- 3.500 ani                 | prof. Nicu Sandu 1973                                       | 48°14′27″N 26°38′45″E / 48.24082°N 26.64571°E | Încărcați imagine | Raportați eroare |
| 38508.06.01                              | Movila de lângă Pădurea Bulendrei I de la Păltiniș / ansamblu anonim (Categorie: descoperire funerară) (Tip: Tumul)                          | sat Păltiniș, comuna Păltiniș                       | Movila de lângă Pădurea Bulendrei I  |                                                  | A. Păunescu, P. Șadurschi, V. Chirica 1973                  | 48°12′28″N 26°37′36″E / 48.20774°N 26.62676°E | Încărcați imagine | Raportați eroare |
| 38553.03.01                              | Movila Pomârla de la Pomârla / ansamblu anonim (Categorie: descoperire funerară) (Tip: Tumul)                                                | sat Pomârla, comuna Pomârla                         | Movila Pomărla                       |                                                  | O.L. Șovan 2009                                             | 48°01′39″N 26°21′43″E / 48.02748°N 26.36184°E | Încărcați imagine | Raportați eroare |
| 38599.06.01                              | Situl arheologic de la Prăjeni - Centrul Satului / ansamblu anonim (Categorie: locuire civilă) (Tip: Așezare)                                | sat Prăjeni, comuna Prăjeni                         | Centrul Satului                      | Cucuteni - B1                                    | N. Zaharia 1957                                             | 47°30′06″N 27°00′34″E / 47.50174°N 27.00931°E | Încărcați imagine | Raportați eroare |
| 38599.06.03                              | Situl arheologic de la Prăjeni - Centrul Satului / ansamblu anonim (Categorie: locuire civilă) (Tip: Așezare)                                | sat Prăjeni, comuna Prăjeni                         | Centrul Satului                      | sec. XVI - XVIII                                 | N. Zaharia 1957                                             | 47°30′06″N 27°00′34″E / 47.50174°N 27.00931°E | Încărcați imagine | Raportați eroare |
| 38599.06.02                              | Situl arheologic de la Prăjeni - Centrul Satului / ansamblu anonim (Categorie: locuire civilă) (Tip: așezare deschisă)                       | sat Prăjeni, comuna Prăjeni                         | Centrul Satului                      | Noua aprox. 1500/1400-1150 ani                   | N. Zaharia 1957                                             | 47°30′06″N 27°00′34″E / 47.50174°N 27.00931°E | Încărcați imagine | Raportați eroare |
| 38599.07.02                              | Situl arheologic de la Prăjeni - Alimândra / ansamblu anonim (Categorie: locuire civilă) (Tip: Așezare)                                      | sat Prăjeni, comuna Prăjeni                         | Alimândra                            | Corlăteni - Chișinău aprox. 1.200-800 ani        | I. Ioniță 1958                                              | 47°29′56″N 27°02′38″E / 47.49894°N 27.04377°E | Încărcați imagine | Raportați eroare |
| 38599.07.05                              | Situl arheologic de la Prăjeni - Alimândra / ansamblu anonim (Categorie: locuire civilă) (Tip: Așezare)                                      | sat Prăjeni, comuna Prăjeni                         | Alimândra                            |                                                  | I. Ioniță 1958                                              | 47°29′56″N 27°02′38″E / 47.49894°N 27.04377°E | Încărcați imagine | Raportați eroare |
| 38599.07.03                              | Situl arheologic de la Prăjeni - Alimândra / ansamblu anonim (Categorie: locuire civilă) (Tip: Așezare)                                      | sat Prăjeni, comuna Prăjeni                         | Alimândra                            | getică aprox. 650-450/300 ani                    | I. Ioniță 1958                                              | 47°29′56″N 27°02′38″E / 47.49894°N 27.04377°E | Încărcați imagine | Raportați eroare |
| 38599.07.01                              | Situl arheologic de la Prăjeni - Alimândra / ansamblu anonim (Categorie: locuire civilă) (Tip: așezare deschisă)                             | sat Prăjeni, comuna Prăjeni                         | Alimândra                            | Cucuteni aprox. 4.500- 3.500 ani                 | I. Ioniță 1958                                              | 47°29′56″N 27°02′38″E / 47.49894°N 27.04377°E | Încărcați imagine | Raportați eroare |
| 38599.07.04                              | Situl arheologic de la Prăjeni - Alimândra / ansamblu anonim (Categorie: locuire civilă) (Tip: așezare deschisă)                             | sat Prăjeni, comuna Prăjeni                         | Alimândra                            | Daci liberi sec. II-III                          | I. Ioniță 1958                                              | 47°29′56″N 27°02′38″E / 47.49894°N 27.04377°E | Încărcați imagine | Raportați eroare |
| 38599.09.01                              | Movila Nelipești II de la Prăjeni / ansamblu anonim (Categorie: descoperire funerară) (Tip: Movilă)                                          | sat Prăjeni, comuna Prăjeni                         | Movila Nelipești II                  |                                                  | N. Ursulescu, P. Șadurschi 1985                             | 47°29′56″N 27°02′56″E / 47.49875°N 27.04882°E | Încărcați imagine | Raportați eroare |
| 38599.08.01                              | Așezarea medievală de la Prăjeni - Clobanți / ansamblu anonim (Categorie: locuire civilă) (Tip: Așezare deschisă)                            | sat Prăjeni, comuna Prăjeni                         | Clobanți                             |                                                  | P. Șadurschi, N. Ursulescu 1985-1987                        | 47°30′40″N 27°00′15″E / 47.5112°N 27.00407°E  | Încărcați imagine | Raportați eroare |
| 38599.11.01                              | Situl arheologic de la Prăjeni - Lălești / ansamblu anonim (Categorie: locuire civilă) (Tip: Așezare)                                        | sat Prăjeni, comuna Prăjeni                         | Lălești                              | Sântana de Mureș - Cerneahov sec. IV - V         | P. Șadurschi, N. Ursulescu 1987                             | 47°29′52″N 27°01′05″E / 47.49781°N 27.01805°E | Încărcați imagine | Raportați eroare |
| 38599.11.02                              | Situl arheologic de la Prăjeni - Lălești / ansamblu anonim (Categorie: locuire civilă) (Tip: Așezare)                                        | sat Prăjeni, comuna Prăjeni                         | Lălești                              |                                                  | P. Șadurschi, N. Ursulescu 1987                             | 47°29′52″N 27°01′05″E / 47.49781°N 27.01805°E | Încărcați imagine | Raportați eroare |
| 38599.10.01                              | Situl arheologic de la Prăjeni - Cotu Morii / ansamblu anonim (Categorie: locuire civilă) (Tip: Așezare)                                     | sat Prăjeni, comuna Prăjeni                         | Cotu Morii                           |                                                  | P. Șadurschi, N. Ursulescu 1987                             | 47°29′50″N 27°01′48″E / 47.49714°N 27.02992°E | Încărcați imagine | Raportați eroare |
| 38599.10.02                              | Situl arheologic de la Prăjeni - Cotu Morii / ansamblu anonim (Categorie: locuire civilă) (Tip: Așezare)                                     | sat Prăjeni, comuna Prăjeni                         | Cotu Morii                           | sec. IV - V                                      | P. Șadurschi, N. Ursulescu 1987                             | 47°29′50″N 27°01′48″E / 47.49714°N 27.02992°E | Încărcați imagine | Raportați eroare |
| 38599.10.03                              | Situl arheologic de la Prăjeni - Cotu Morii / ansamblu anonim (Categorie: locuire civilă) (Tip: Așezare)                                     | sat Prăjeni, comuna Prăjeni                         | Cotu Morii                           | sec. XV - XVII                                   | P. Șadurschi, N. Ursulescu 1987                             | 47°29′50″N 27°01′48″E / 47.49714°N 27.02992°E | Încărcați imagine | Raportați eroare |
| 38599.12.01                              | Situl arheologic de la Prăjeni - Valea Rea / ansamblu anonim (Categorie: locuire civilă) (Tip: Așezare)                                      | sat Prăjeni, comuna Prăjeni                         | Valea Rea                            | Cucuteni aprox. 4.500- 3.500 ani                 | N. Ursulescu, P. Șadurschi 1985-1987                        | 47°30′15″N 27°02′18″E / 47.50417°N 27.03824°E | Încărcați imagine | Raportați eroare |
| 38599.12.03                              | Situl arheologic de la Prăjeni - Valea Rea / ansamblu anonim (Categorie: locuire civilă) (Tip: Așezare)                                      | sat Prăjeni, comuna Prăjeni                         | Valea Rea                            | Sântana de Mureș - Cerneahov sec. IV - V         | N. Ursulescu, P. Șadurschi 1985-1987                        | 47°30′15″N 27°02′18″E / 47.50417°N 27.03824°E | Încărcați imagine | Raportați eroare |
| 38599.12.04                              | Situl arheologic de la Prăjeni - Valea Rea / ansamblu anonim (Categorie: locuire civilă) (Tip: Așezare)                                      | sat Prăjeni, comuna Prăjeni                         | Valea Rea                            | sec. XVII                                        | N. Ursulescu, P. Șadurschi 1985-1987                        | 47°30′15″N 27°02′18″E / 47.50417°N 27.03824°E | Încărcați imagine | Raportați eroare |
| 38599.12.02                              | Situl arheologic de la Prăjeni - Valea Rea / ansamblu anonim (Categorie: locuire civilă) (Tip: Așezare deschisă)                             | sat Prăjeni, comuna Prăjeni                         | Valea Rea                            | Noua aprox. 1500/1400-1150 ani                   | N. Ursulescu, P. Șadurschi 1985-1987                        | 47°30′15″N 27°02′18″E / 47.50417°N 27.03824°E | Încărcați imagine | Raportați eroare |
| 38704.03.01                              | Așezarea medievală de la Pogorăști - În Cot la Moară / ansamblu anonim (Categorie: locuire civilă) (Tip: Așezare)                            | sat Pogorăști, comuna Răușeni                       | În Cot la Moară                      | sec. XVI - XVII                                  | Ion Ioniță 1961                                             | 47°34′31″N 27°13′09″E / 47.57537°N 27.21909°E | Încărcați imagine | Raportați eroare |
| 38704.04.01                              | Situl arheologic de la Pogorăști - La Gârlă / ansamblu anonim (Categorie: locuire civilă) (Tip: Așezare)                                     | sat Pogorăști, comuna Răușeni                       | La Gârlă                             | Cucuteni - A-B, B                                | Ion Ioniță 1958                                             | 47°34′57″N 27°12′23″E / 47.58253°N 27.20626°E | Încărcați imagine | Raportați eroare |
| 38704.04.02                              | Situl arheologic de la Pogorăști - La Gârlă / ansamblu anonim (Categorie: locuire civilă) (Tip: Așezare)                                     | sat Pogorăști, comuna Răușeni                       | La Gârlă                             | Sântana de Mureș - Cerneahov sec. IV - V         | Ion Ioniță 1958                                             | 47°34′57″N 27°12′23″E / 47.58253°N 27.20626°E | Încărcați imagine | Raportați eroare |
| 38704.06.02                              | Situl arheologic de la Pogorăști - La Lutărie / ansamblu anonim (Categorie: locuire civilă) (Tip: Necropolă plană)                           | sat Pogorăști, comuna Răușeni                       | La Lutărie                           | sarmatică sec. III                               | Ion Ioniță 1958                                             | 47°34′53″N 27°12′57″E / 47.58144°N 27.21595°E | Încărcați imagine | Raportați eroare |
| 38704.06.01                              | Situl arheologic de la Pogorăști - La Lutărie / ansamblu anonim (Categorie: locuire civilă) (Tip: Așezare deschisă)                          | sat Pogorăști, comuna Răușeni                       | La Lutărie                           | Starčevo-Criș aprox. 6.500-5.500 ani             | Ion Ioniță 1958                                             | 47°34′53″N 27°12′57″E / 47.58144°N 27.21595°E | Încărcați imagine | Raportați eroare |
| 38704.05.01                              | Movila Pogorăștii Noi de la Pogorăști / ansamblu anonim (Categorie: descoperire funerară) (Tip: movilă)                                      | sat Pogorăști, comuna Răușeni                       | Movila Pogorăștii Noi                |                                                  | O. L. Șovan 2009                                            | 47°35′04″N 27°13′43″E / 47.58442°N 27.22852°E | Încărcați imagine | Raportați eroare |
| 38704.07.02                              | Situl arheologic de la Pogorăști - Cotu Nou / ansamblu anonim (Categorie: locuire civilă) (Tip: Așezare)                                     | sat Pogorăști, comuna Răușeni                       | Cotu Nou                             | Starčevo-Criș aprox. 6.500-5.500 ani             | Ion Ioniță 1958                                             | 47°34′54″N 27°13′45″E / 47.58167°N 27.22906°E | Încărcați imagine | Raportați eroare |
| 38704.07.03                              | Situl arheologic de la Pogorăști - Cotu Nou / ansamblu anonim (Categorie: locuire civilă) (Tip: Așezare)                                     | sat Pogorăști, comuna Răușeni                       | Cotu Nou                             | Sântana de Mureș - Cerneahov sec. IV - V         | Ion Ioniță 1958                                             | 47°34′54″N 27°13′45″E / 47.58167°N 27.22906°E | Încărcați imagine | Raportați eroare |
| 38704.07.04                              | Situl arheologic de la Pogorăști - Cotu Nou / ansamblu anonim (Categorie: locuire civilă) (Tip: Așezare)                                     | sat Pogorăști, comuna Răușeni                       | Cotu Nou                             | sec. XVIII                                       | Ion Ioniță 1958                                             | 47°34′54″N 27°13′45″E / 47.58167°N 27.22906°E | Încărcați imagine | Raportați eroare |
| 38704.07.01                              | Situl arheologic de la Pogorăști - Cotu Nou / ansamblu anonim (Categorie: locuire civilă) (Tip: așezare)                                     | sat Pogorăști, comuna Răușeni                       | Cotu Nou                             |                                                  | Ion Ioniță 1958                                             | 47°34′54″N 27°13′45″E / 47.58167°N 27.22906°E | Încărcați imagine | Raportați eroare |
| 39505.01.02                              | Situl arheologic de la Plopenii Mici - Pe Grind / ansamblu anonim (Categorie: locuire civilă) (Tip: Așezare deschisă)                        | sat Plopenii Mici, comuna Ungureni                  | Pe Grind                             | sec. XVII - XVIII                                | N. Zaharia 1955                                             | 47°53′59″N 26°45′54″E / 47.8998°N 26.76496°E  | Încărcați imagine | Raportați eroare |
| 39505.01.01                              | Situl arheologic de la Plopenii Mici - Pe Grind / ansamblu anonim (Categorie: locuire civilă) (Tip: Așezare deschisă)                        | sat Plopenii Mici, comuna Ungureni                  | Pe Grind                             | Corlăteni-Chișinău aprox. 1.200-800 ani          | N. Zaharia 1955                                             | 47°53′59″N 26°45′54″E / 47.8998°N 26.76496°E  | Încărcați imagine | Raportați eroare |
| 39499.01.01                              | Așezarea hallstattiană de la Plopenii Mari - Ferma de Stat / ansamblu anonim (Categorie: locuire) (Tip: Așezare deschisă)                    | sat Plopenii Mari, comuna Ungureni                  | Ferma de Stat                        | Corlăteni-Chișinău aprox. 1.200-800 ani          | N. Zaharia 1955                                             | 47°53′13″N 26°48′12″E / 47.88686°N 26.80346°E | Încărcați imagine | Raportați eroare |
| 36042.03.01                              | Movila Progresul II de la Progresul / ansamblu anonim (Categorie: descoperire funerară) (Tip: Tumul)                                         | localitate componentă Progresul, municipiul Dorohoi | Movila Progresul II                  |                                                  | A. Păunescu, P. Șadurschi, V. Chirica 1974                  | 47°59′58″N 26°27′11″E / 47.99941°N 26.453°E   | Încărcați imagine | Raportați eroare |
| 36042.04.01                              | Movila Progresul III de la Progresul / ansamblu anonim (Categorie: descoperire funerară) (Tip: Tumul)                                        | localitate componentă Progresul, municipiul Dorohoi | Movila Progresul III                 |                                                  | A. Păunescu, P. Șadurschi, V. Chirica 1974                  | 47°59′56″N 26°27′22″E / 47.999°N 26.4562°E    | Încărcați imagine | Raportați eroare |
| 36523.06.01                              | Movila din Dealul Cracalia de la Pleșani / ansamblu anonim (Categorie: descoperire funerară) (Tip: Tumul)                                    | sat Pleșani, comuna Călărași                        | Movila din Dealul Cracalia           |                                                  | O.L. Șovan 2009                                             | 47°34′53″N 27°17′50″E / 47.58138°N 27.29734°E | Încărcați imagine | Raportați eroare |
| 36523.07.01                              | Movila de la Pleșani-Valea Glăvănești / ansamblu anonim (Categorie: descoperire funerară) (Tip: Tumul)                                       | sat Pleșani, comuna Călărași                        | Valea Glăvănești                     |                                                  | O.L. Șovan 2009                                             | 47°34′41″N 27°16′36″E / 47.57797°N 27.27661°E | Încărcați imagine | Raportați eroare |
| 36523.05.01                              | Movila de la Pleșani-La est de Valea Cracalia / ansamblu anonim (Categorie: descoperire funerară) (Tip: Tumul)                               | sat Pleșani, comuna Călărași                        | La est de Valea Cracalia             |                                                  | O.L. Șovan                                                  | 47°34′37″N 27°19′32″E / 47.57683°N 27.32566°E | Încărcați imagine | Raportați eroare |
| 36890.02.01 (Cod LMI: BT-I-s-B-01815)    | Movilă la Puțureni-Dealul Chirițoaia III / ansamblu anonim (Categorie: descoperire funerară) (Tip: Tumul)                                    | sat Puțureni, comuna Coțușca                        | Dealul Chirițoaia III                |                                                  | A. Păunescu, P. Șadurschi, V. Chirica 1973-1974             | 48°05′54″N 26°50′02″E / 48.09833°N 26.83376°E | Încărcați imagine | Raportați eroare |
| 36890.03.01 (Cod LMI: BT-I-s-B-01815)    | Movilă la Puțureni-Dealul Chirițoaia I / ansamblu anonim (Categorie: descoperire funerară) (Tip: Tumul)                                      | sat Puțureni, comuna Coțușca                        | Dealul Chirițoaia I                  |                                                  | A. Păunescu, P. Șadurschi, V. Chirica 1973-1974             | 48°06′17″N 26°49′40″E / 48.10481°N 26.82766°E | Încărcați imagine | Raportați eroare |
| 36890.04.01 (Cod LMI: BT-I-s-B-01815)    | Movilă la Puțureni-Dealul Chirițoaia II / ansamblu anonim (Categorie: descoperire funerară) (Tip: Tumul)                                     | sat Puțureni, comuna Coțușca                        | Dealul Chirițoaia II                 |                                                  | A. Păunescu, P. Șadurschi, V. Chirica 1973-1974             | 48°06′05″N 26°49′51″E / 48.1014°N 26.83081°E  | Încărcați imagine | Raportați eroare |
| 36890.05.01 (Cod LMI: BT-I-s-B-01815)    | Movila Spinilor de la Puțureni / ansamblu anonim (Categorie: descoperire funerară) (Tip: tumul)                                              | sat Puțureni, comuna Coțușca                        | Movila Spinilor                      |                                                  | A. Păunescu, P. Șadurschi, V. Chirica 1973-1974             | 48°05′42″N 26°50′14″E / 48.09509°N 26.8371°E  | Încărcați imagine | Raportați eroare |
| 36890.06.01 (Cod LMI: BT-I-s-B-01815)    | Movilă la Puțureni-Dealul Chirițoaia IV / ansamblu anonim (Categorie: descoperire funerară) (Tip: Tumul)                                     | sat Puțureni, comuna Coțușca                        | Dealul Chirițoaia IV                 |                                                  | A. Păunescu, P. Șadurschi, V. Chirica 1973-1974             | 48°05′31″N 26°50′26″E / 48.09188°N 26.84052°E | Încărcați imagine | Raportați eroare |
| 36890.07.01                              | Movilă la Puțureni-Dealul Volovăț I / ansamblu anonim (Categorie: descoperire funerară) (Tip: Tumul)                                         | sat Puțureni, comuna Coțușca                        | Dealul Volovăț I                     |                                                  | O. L. Șovan 2009                                            | 48°07′24″N 26°49′19″E / 48.12338°N 26.82191°E | Încărcați imagine | Raportați eroare |
| 36890.08.01                              | Movilă la Puțureni-Dealul Volovăț II / ansamblu anonim (Categorie: descoperire funerară) (Tip: Tumul)                                        | sat Puțureni, comuna Coțușca                        | Dealul Volovăț II                    |                                                  | A. Păunescu, P. Șadurschi, V. Chirica 1973-1974             | 48°07′02″N 26°49′39″E / 48.11721°N 26.82757°E | Încărcați imagine | Raportați eroare |
| 37191.02.01                              | Așezarea cucuteniană din faza A-B de la Podriga - În Valea Boului / ansamblu anonim (Categorie: locuire) (Tip: așezare deschisă)             | sat Podriga, comuna Drăgușeni                       | În Valea Boului                      | Cucuteni - A-B                                   | A. Crâșmaru 1974                                            | 48°00′51″N 26°52′44″E / 48.01411°N 26.8788°E  | Încărcați imagine | Raportați eroare |
| 37191.03.01                              | Movila de la Podriga - din Dealul Lipoveanului / ansamblu anonim (Categorie: descoperire funerară) (Tip: movila)                             | sat Podriga, comuna Drăgușeni                       | Dealul Lipoveanului                  |                                                  | O. L. Șovan 2009                                            | 48°01′01″N 26°52′36″E / 48.01701°N 26.87658°E | Încărcați imagine | Raportați eroare |
| 37191.04.01                              | Movila de la Podriga - Movila Colțatului / ansamblu anonim (Categorie: descoperire funerară) (Tip: movila)                                   | sat Podriga, comuna Drăgușeni                       | Movila Colțatului                    |                                                  | A. Păunescu, P. Șadurschi, V. Chirica 1973-1975             | 47°59′34″N 26°48′20″E / 47.99264°N 26.80558°E | Încărcați imagine | Raportați eroare |
| 37191.05.01                              | Movila din Ciulei de la Podriga / ansamblu anonim (Categorie: descoperire funerară) (Tip: movila)                                            | sat Podriga, comuna Drăgușeni                       | Movila din Ciulei                    |                                                  | A. Păunescu, P. Șadurschi, V. Chirica 1973 - 1975           | 48°00′20″N 26°49′25″E / 48.00544°N 26.82349°E | Încărcați imagine | Raportați eroare |
| 37191.06.01                              | Așezarea cucuteniană din faza A-B de la Podriga - Dealul Rotunda / ansamblu anonim (Categorie: descoperire funerară) (Tip: așezare deschisă) | sat Podriga, comuna Drăgușeni                       | Dealul Rotunda                       | Cucuteni - A-B                                   | A. Crâșmaru 1988                                            | 48°01′19″N 26°50′25″E / 48.02193°N 26.84025°E | Încărcați imagine | Raportați eroare |
| 37191.07.01                              | Movila de la Podriga - Satul Nou / ansamblu anonim (Categorie: descoperire funerară) (Tip: movila)                                           | sat Podriga, comuna Drăgușeni                       | Movila din Podriga-Satul Nou         |                                                  | A. Crâșmaru 1974                                            | 48°00′36″N 26°49′34″E / 48.00988°N 26.82599°E | Încărcați imagine | Raportați eroare |
| 37191.08.01                              | Movila din Dealul Știubienilor de la Podriga / ansamblu anonim (Categorie: descoperire funerară) (Tip: movila)                               | sat Podriga, comuna Drăgușeni                       | Movila din Dealul Știubienilor       |                                                  | A. Crâșmaru 1974                                            | 47°59′40″N 26°48′08″E / 47.99434°N 26.80223°E | Încărcați imagine | Raportați eroare |
| 37191.09.01                              | Movila de la Podriga - Dealul Morii / ansamblu anonim (Categorie: descoperire funerară) (Tip: movila)                                        | sat Podriga, comuna Drăgușeni                       | Dealul Morii                         |                                                  | O. L. Șovan 2009                                            | 48°00′59″N 26°50′37″E / 48.01627°N 26.84361°E | Încărcați imagine | Raportați eroare |
| 38447.09.01                              | Movila Prăjeni de la Prisăcani / ansamblu anonim (Categorie: descoperire funerară) (Tip: Movilă)                                             | sat Prisăcani, oraș Flămânzi                        | Movila Prăjeni                       |                                                  | O.L.Șovan 2009                                              | 47°31′48″N 26°59′50″E / 47.53008°N 26.99728°E | Încărcați imagine | Raportați eroare |
| 38447.08.01                              | Movila Ciurari II de la Prisăcani / ansamblu anonim (Categorie: descoperire funerară) (Tip: Movilă)                                          | sat Prisăcani, oraș Flămânzi                        | Movila Ciurari II                    |                                                  | P. Șadurschi, N. Ursulescu 1985                             | 47°31′56″N 26°56′53″E / 47.53226°N 26.9481°E  | Încărcați imagine | Raportați eroare |
| 38447.10.01                              | Situl arheologic de la Prisăcani - Cotul Beicului / ansamblu anonim (Categorie: locuire civilă) (Tip: așezare)                               | sat Prisăcani, oraș Flămânzi                        | Cotul Beicului                       | Cucuteni aprox. 4.500- 3.500 ani                 | P. Șadurschi, N. Ursulescu 1985-1987                        | 47°29′10″N 27°04′01″E / 47.48608°N 27.06683°E | Încărcați imagine | Raportați eroare |
| 38447.10.02                              | Situl arheologic de la Prisăcani - Cotul Beicului / ansamblu anonim (Categorie: locuire civilă) (Tip: așezare)                               | sat Prisăcani, oraș Flămânzi                        | Cotul Beicului                       | getică aprox. 650-450/300 ani                    | P. Șadurschi, N. Ursulescu 1985-1987                        | 47°29′10″N 27°04′01″E / 47.48608°N 27.06683°E | Încărcați imagine | Raportați eroare |
| 38447.10.03                              | Situl arheologic de la Prisăcani - Cotul Beicului / ansamblu anonim (Categorie: locuire civilă) (Tip: așezare deschisă)                      | sat Prisăcani, oraș Flămânzi                        | Cotul Beicului                       | Sântana de Mureș - Cerneahov sec. IV-V           | P. Șadurschi, N. Ursulescu 1985-1987                        | 47°29′10″N 27°04′01″E / 47.48608°N 27.06683°E | Încărcați imagine | Raportați eroare |
| 38447.10.04                              | Situl arheologic de la Prisăcani - Cotul Beicului / ansamblu anonim (Categorie: locuire civilă) (Tip: așezare)                               | sat Prisăcani, oraș Flămânzi                        | Cotul Beicului                       |                                                  | P. Șadurschi, N. Ursulescu 1985-1987                        | 47°29′10″N 27°04′01″E / 47.48608°N 27.06683°E | Încărcați imagine | Raportați eroare |
| 38447.11.01                              | Movila Căsoaia de la Prisăcani / ansamblu anonim (Categorie: descoperire funerară) (Tip: Movilă)                                             | sat Prisăcani, oraș Flămânzi                        | Movila Căsoaia                       |                                                  | O. L. Șovan 2009                                            | 47°33′26″N 27°00′29″E / 47.55711°N 27.00797°E | Încărcați imagine | Raportați eroare |
| 38447.12.01                              | Movila Gornetul de la Prisăcani / ansamblu anonim (Categorie: descoperire funerară) (Tip: Movilă)                                            | sat Prisăcani, oraș Flămânzi                        | Movila Gornetul                      |                                                  | O. L. Șovan 2009                                            | 47°34′31″N 26°57′43″E / 47.57533°N 26.96197°E | Încărcați imagine | Raportați eroare |
| 38447.13.01                              | Situl arheologic de la Prisăcani - La Coșuleni / ansamblu anonim (Categorie: descoperire funerară) (Tip: așezare)                            | sat Prisăcani, oraș Flămânzi                        | La Coșuleni                          |                                                  | P. Șadurschi, N. Ursulescu 1985-1987                        | 47°31′13″N 27°03′47″E / 47.52037°N 27.06299°E | Încărcați imagine | Raportați eroare |
| 38447.13.02                              | Situl arheologic de la Prisăcani - La Coșuleni / ansamblu anonim (Categorie: descoperire funerară) (Tip: așezare)                            | sat Prisăcani, oraș Flămânzi                        | La Coșuleni                          | Starcevo - Criș aprox. 6.500-5.500 ani           | P. Șadurschi, N. Ursulescu 1985-1987                        | 47°31′13″N 27°03′47″E / 47.52037°N 27.06299°E | Încărcați imagine | Raportați eroare |
| 38447.13.03                              | Situl arheologic de la Prisăcani - La Coșuleni / ansamblu anonim (Categorie: descoperire funerară) (Tip: așezare)                            | sat Prisăcani, oraș Flămânzi                        | La Coșuleni                          | Horodiștea-Gordinești aprox.3.500-2.500 ani      | P. Șadurschi, N. Ursulescu 1985-1987                        | 47°31′13″N 27°03′47″E / 47.52037°N 27.06299°E | Încărcați imagine | Raportați eroare |
| 38447.13.04                              | Situl arheologic de la Prisăcani - La Coșuleni / ansamblu anonim (Categorie: descoperire funerară) (Tip: așezarea)                           | sat Prisăcani, oraș Flămânzi                        | La Coșuleni                          |                                                  | P. Șadurschi, N. Ursulescu 1985-1987                        | 47°31′13″N 27°03′47″E / 47.52037°N 27.06299°E | Încărcați imagine | Raportați eroare |
| 38447.14.01                              | Movila de la Prisăcani - Dealul Crucii / ansamblu anonim (Categorie: descoperire funerară) (Tip: Movilă)                                     | sat Prisăcani, oraș Flămânzi                        | Dealul Crucii                        |                                                  | O. L. Șovan 2009                                            | 47°33′35″N 26°58′26″E / 47.55964°N 26.97392°E | Încărcați imagine | Raportați eroare |
| 38447.15.01                              | Movila din Fasoliște de la Prisăcani / ansamblu anonim (Categorie: descoperire funerară) (Tip: Movilă)                                       | sat Prisăcani, oraș Flămânzi                        | Movila din Fasoliște                 |                                                  | O. L. Șovan 2009                                            | 47°32′51″N 26°59′05″E / 47.54754°N 26.98478°E | Încărcați imagine | Raportați eroare |
| 38447.16.01                              | Movila din Dealul Mitocului de la Prisăcani / ansamblu anonim (Categorie: descoperire funerară) (Tip: Movilă)                                | sat Prisăcani, oraș Flămânzi                        | Dealul Mitocului                     |                                                  | O.L. Șovan 2009                                             | 47°32′53″N 26°55′32″E / 47.54806°N 26.92563°E | Încărcați imagine | Raportați eroare |
| 38447.17.01                              | Movilă la Prisăcani-Dealul Ciurari III / ansamblu anonim (Categorie: descoperire funerară) (Tip: Movilă)                                     | sat Prisăcani, oraș Flămânzi                        | Dealul Ciurari III                   |                                                  | O.L. Șovan 2009                                             | 47°31′16″N 26°57′35″E / 47.52122°N 26.95967°E | Încărcați imagine | Raportați eroare |
| 37315.01.01                              | Movila Piscul Stejarului de la Poiana / ansamblu anonim (Categorie: descoperire funerară) (Tip: Movilă)                                      | localitate componentă Poiana, oraș Flămânzi         | Movila Piscul Stejarului             |                                                  | O.L. Șovan 2009                                             | 47°34′17″N 26°48′54″E / 47.57135°N 26.81495°E | Încărcați imagine | Raportați eroare |
| 38508.07.01                              | Așezarea de epocă paleolitică de la Păltiniș - Pe Ogdoane / ansamblu anonim (Categorie: locuire) (Tip: Așezare deschisă)                     | sat Păltiniș, comuna Păltiniș                       | Pe Odgoane                           |                                                  | A. Păunescu, P. Șadurschi, V. Chirica 1974                  | 48°12′10″N 26°41′25″E / 48.20271°N 26.69028°E | Încărcați imagine | Raportați eroare |
| 38508.08.01                              | Situl arheologic de la Păltiniș - La Mangus / ansamblu anonim (Categorie: locuire) (Tip: așezare deschisă)                                   | sat Păltiniș, comuna Păltiniș                       | La Mangus                            | Cucuteni - A-B                                   | prof. N. Sandu și Burlacu Adela 1973                        | 48°11′52″N 26°42′01″E / 48.19773°N 26.70041°E | Încărcați imagine | Raportați eroare |
| 38508.08.02                              | Situl arheologic de la Păltiniș - La Mangus / ansamblu anonim (Categorie: locuire) (Tip: așezare deschisă)                                   | sat Păltiniș, comuna Păltiniș                       | La Mangus                            | sec. XV-XVI                                      | prof. N. Sandu și Burlacu Adela 1973                        | 48°11′52″N 26°42′01″E / 48.19773°N 26.70041°E | Încărcați imagine | Raportați eroare |
| 38508.09.01                              | Movila de lângă Pădurea Bulendrei II de la Păltiniș / ansamblu anonim (Categorie: descoperire funerară) (Tip: Movilă)                        | sat Păltiniș, comuna Păltiniș                       | Movila de lângă Pădurea Bulendrei II |                                                  | A. Păunescu, P. Șadurschi, V. Chirica 1973                  | 48°12′28″N 26°37′40″E / 48.20776°N 26.62784°E | Încărcați imagine | Raportați eroare |
| 38508.10.01                              | Movila La Râdeac de la Păltiniș / ansamblu anonim (Categorie: descoperire funerară) (Tip: Movilă)                                            | sat Păltiniș, comuna Păltiniș                       | Movila La Râdeac                     |                                                  | A. Păunescu, P. Șadurschi, V. Chirica 1973                  | 48°12′33″N 26°37′35″E / 48.20917°N 26.62645°E | Încărcați imagine | Raportați eroare |
| 38508.11.01                              | Movila Dealul Ivăncăuți de la Păltiniș / ansamblu anonim (Categorie: descoperire funerară) (Tip: Movilă)                                     | sat Păltiniș, comuna Păltiniș                       | Movila Dealul Ivăncăuți              |                                                  | O.L. Șovan 2009                                             | 48°13′48″N 26°39′59″E / 48.22997°N 26.66645°E | Încărcați imagine | Raportați eroare |
| 38553.04.01                              | Movila Putinică de la Pomârla / ansamblu anonim (Categorie: descoperire funerară) (Tip: Movilă)                                              | sat Pomârla, comuna Pomârla                         | Movila Putinică                      |                                                  | O.L. Șovan 2009                                             | 48°02′14″N 26°18′29″E / 48.03728°N 26.30805°E | Încărcați imagine | Raportați eroare |
| 38553.05.01                              | Movila Bour de la Pomârla / ansamblu anonim (Categorie: descoperire funerară) (Tip: Movilă)                                                  | sat Pomârla, comuna Pomârla                         | Movila Bour                          |                                                  | O.L. Șovan 2009                                             | 48°03′29″N 26°15′39″E / 48.05801°N 26.26087°E | Încărcați imagine | Raportați eroare |
| 38553.06.01                              | Movila de la Pomârla - din Pădurea Steagului / ansamblu anonim (Categorie: descoperire funerară) (Tip: Movilă)                               | sat Pomârla, comuna Pomârla                         | Movila din Pădurea Steagului         |                                                  | O.L. Șovan 2009                                             | 48°04′56″N 26°19′00″E / 48.08236°N 26.31653°E | Încărcați imagine | Raportați eroare |
| 38599.13.01                              | Movila din Țarnă de la Prăjeni / ansamblu anonim (Categorie: descoperire funerară) (Tip: Movilă)                                             | sat Prăjeni, comuna Prăjeni                         | Movila din Țarnă                     |                                                  | P. Șadurschi, N. Ursulescu 1987                             | 47°30′06″N 27°01′24″E / 47.50157°N 27.02345°E | Încărcați imagine | Raportați eroare |
| 38704.08.01                              | Movila Pogorăști Nord de la Pogorăști / ansamblu anonim (Categorie: descoperire funerară) (Tip: Movilă)                                      | sat Pogorăști, comuna Răușeni                       | Movila Pogorăști Nord                |                                                  | O. L. Șovan 2009                                            | 47°35′44″N 27°13′30″E / 47.59549°N 27.22493°E | Încărcați imagine | Raportați eroare |
| 36391.04.01                              | Movila după Huci de la Poiana / ansamblu anonim (Categorie: descoperire funerară) (Tip: Tumul)                                               | sat Poiana, comuna Brăești                          | Movila după Huci                     |                                                  | A. Păunescu, P. Șadurschi, V. Chirica 1973                  | 47°50′35″N 26°26′26″E / 47.84303°N 26.44055°E | Încărcați imagine | Raportați eroare |
| 36042.05.01                              | Movila de la Progresul - din Dealul Popeni / ansamblu anonim (Categorie: descoperire funerară) (Tip: Movilă)                                 | localitate componentă Progresul, municipiul Dorohoi | Dealul Popeni                        |                                                  | O. L. Șovan 2009                                            | 48°00′27″N 26°28′38″E / 48.00745°N 26.47725°E | Încărcați imagine | Raportați eroare |
| 38447.18.01                              | Movila Părului de la Prisăcani / ansamblu anonim (Categorie: descoperire funerară) (Tip: Movilă)                                             | sat Prisăcani, oraș Flămânzi                        | Movila Părului                       |                                                  | P. Șadurschi, N. Ursulescu 1985-1987                        | 47°31′26″N 27°03′34″E / 47.52396°N 27.05935°E | Încărcați imagine | Raportați eroare |
| 38447.19.01                              | Movila de lângă Valea Bahnei de la Prisăcani / ansamblu anonim (Categorie: descoperire funerară)                                             | sat Prisăcani, oraș Flămânzi                        | Movila de lângă Valea Bahnei         |                                                  | O.L. Șovan 2009                                             | 47°31′44″N 26°55′47″E / 47.52899°N 26.92986°E | Încărcați imagine | Raportați eroare |
| 38508.12.01                              | Situl arheologic de la Păltiniș - Podul de Piatră / ansamblu anonim (Categorie: locuire) (Tip: așezare deschisă)                             | sat Păltiniș, comuna Păltiniș                       | Podul de Piatră                      | Cucuteni aprox. 4.500- 3.500 ani                 | A. Păunescu, P. Șadurschi, V. Chirica și Al. Rădulescu 1975 | 48°11′01″N 26°39′11″E / 48.1837°N 26.65315°E  | Încărcați imagine | Raportați eroare |
| 38508.12.02                              | Situl arheologic de la Păltiniș - Podul de Piatră / ansamblu anonim (Categorie: locuire) (Tip: așezare deschisă)                             | sat Păltiniș, comuna Păltiniș                       | Podul de Piatră                      | Sântana de Mureș - Cerneahov sec. IV-V           | A. Păunescu, P. Șadurschi, V. Chirica și Al. Rădulescu 1975 | 48°11′01″N 26°39′11″E / 48.1837°N 26.65315°E  | Încărcați imagine | Raportați eroare |
| 38508.12.03                              | Situl arheologic de la Păltiniș - Podul de Piatră / ansamblu anonim (Categorie: locuire) (Tip: așezare deschisă)                             | sat Păltiniș, comuna Păltiniș                       | Podul de Piatră                      | Suceava-Drumul Național sec. VIII-IX             | A. Păunescu, P. Șadurschi, V. Chirica și Al. Rădulescu 1975 | 48°11′01″N 26°39′11″E / 48.1837°N 26.65315°E  | Încărcați imagine | Raportați eroare |
| 38508.12.04                              | Situl arheologic de la Păltiniș - Podul de Piatră / ansamblu anonim (Categorie: locuire) (Tip: așezare deschisă)                             | sat Păltiniș, comuna Păltiniș                       | Podul de Piatră                      |                                                  | A. Păunescu, P. Șadurschi, V. Chirica și Al. Rădulescu 1975 | 48°11′01″N 26°39′11″E / 48.1837°N 26.65315°E  | Încărcați imagine | Raportați eroare |
| 38599.14.01                              | Movila din Hârtopul Prăjeni de la Prăjeni / ansamblu anonim (Categorie: descoperire funerară) (Tip: Movilă)                                  | sat Prăjeni, comuna Prăjeni                         | Movila din Hârtopul Prăjeni          |                                                  | P. Șadurschi, N. Ursulescu 1985                             | 47°30′52″N 26°59′55″E / 47.51457°N 26.99848°E | Încărcați imagine | Raportați eroare |
| 38704.09.01                              | Movila din Dealul Mihăiasa de la Pogorăști / ansamblu anonim (Categorie: descoperire funerară) (Tip: movilă)                                 | sat Pogorăști, comuna Răușeni                       | Movila din Dealul Mihăiasa           |                                                  | O. L. Șovan 2009                                            | 47°35′28″N 27°12′44″E / 47.59124°N 27.21233°E | Încărcați imagine | Raportați eroare |
| 38704.10.01                              | Movila din Podișul Curcanului I de la Pogorăști / ansamblu anonim (Categorie: descoperire funerară) (Tip: movilă)                            | sat Pogorăști, comuna Răușeni                       | Movila din Podișul Curcanului I      |                                                  | A. Păunescu, P. Șadurschi, V. Chirica 1973-1974             | 47°35′16″N 27°11′49″E / 47.58771°N 27.19689°E | Încărcați imagine | Raportați eroare |
| 38704.11.01                              | Movila din Podișul Curcanului II de la Pogorăști / ansamblu anonim (Categorie: descoperire funerară) (Tip: movilă)                           | sat Pogorăști, comuna Răușeni                       | Movila din Podișul Curcanului II     |                                                  | A. Păunescu, P. Șadurschi, V. Chirica 1973-1974             | 47°35′06″N 27°11′57″E / 47.58504°N 27.19905°E | Încărcați imagine | Raportați eroare |
| 36113.02.01                              | Movila Săveni Sud-Vest de la Petricani / ansamblu anonim (Categorie: descoperire funerară) (Tip: Movilă)                                     | sat Petricani, oraș Săveni                          | Movila Săveni Sud-Vest               |                                                  | O. L. Șovan 2009                                            | 47°56′05″N 26°50′18″E / 47.93464°N 26.83845°E | Încărcați imagine | Raportați eroare |
| 39159.01.01                              | Așezarea Cucuteni de la Pădureni - Dealul Roșu / ansamblu anonim (Categorie: locuire) (Tip: așezare deschisă)                                | sat Pădureni, comuna Șendriceni                     | Dealul Roșu                          | Cucuteni aprox. 4.500- 3.500 ani                 | A. Nițu și N. Zaharia 1954                                  | 47°58′27″N 26°20′13″E / 47.97408°N 26.33704°E | Încărcați imagine | Raportați eroare |
| 39916.01.01                              | Movila din Dealul Humăriei de la Poiana / ansamblu anonim (Categorie: descoperire funerară) (Tip: Movilă)                                    | sat Poiana, comuna Vorona                           | Movila din Dealul Humăriei           |                                                  | O. L. Șovan 2009                                            | 47°36′26″N 26°37′16″E / 47.60735°N 26.6211°E  | Încărcați imagine | Raportați eroare |
| 38704.12.01                              | Movila Pogorăști Vest de la Pogorăști / ansamblu anonim (Categorie: descoperire funerară) (Tip: Movilă)                                      | sat Pogorăști, comuna Răușeni                       | Movila Pogorăști Vest                |                                                  | O. L. Șovan 2012                                            | 47°34′48″N 27°13′12″E / 47.58004°N 27.22001°E | Încărcați imagine | Raportați eroare |
| 38447.20.01                              | Movila Bereșteanu de la Prisăcani / ansamblu anonim (Categorie: descoperire funerară) (Tip: Movilă)                                          | sat Prisăcani, oraș Flămânzi                        | Movila Bereșteanu                    |                                                  | O.L. Șovan 2011                                             | 47°30′46″N 27°04′24″E / 47.51288°N 27.07346°E | Încărcați imagine | Raportați eroare |
| 36266.04.01                              | Movila Panaitoaia de la Panatoaia / ansamblu anonim (Categorie: descoperire funerară) (Tip: Movilă)                                          | sat Panaitoaia, comuna Avrămeni                     | Movila Panaitoaia                    |                                                  |                                                             | 48°02′17″N 26°59′02″E / 48.03817°N 26.98394°E | Încărcați imagine | Raportați eroare |
| 36523.08.01                              | Movila La Livadă de la Pleșani / ansamblu anonim (Categorie: descoperire funerară) (Tip: Movilă)                                             | sat Pleșani, comuna Călărași                        | Movila La Livadă                     |                                                  |                                                             | 47°35′41″N 27°19′03″E / 47.59485°N 27.3175°E  | Încărcați imagine | Raportați eroare |
| 38296.02.01                              | Necropola din epoca migrațiilor de la Păun - Olărița / ansamblu anonim (Categorie: descoperire funerară) (Tip: Necropolă plană)              | sat Păun, comuna Mihălășeni                         | Olărița                              | Sântana de Mureș - Cerneahov                     | O. L. Șovan 1988                                            | 47°51′14″N 27°05′47″E / 47.8539°N 27.09642°E  | Încărcați imagine | Raportați eroare |